# Thank Me Later
Thank Me Later ist das Debüt-Studioalbum des kanadischen Rappers Drake, das im Juni 2010 erschien.

## Entstehung und Veröffentlichung
Die Erstveröffentlichung von Thank Me Later erfolgte am 11. Juni 2010 bei den Musiklabels Cash Money, Motown und Young Money. Das Album erschien in seiner Originalausführung als CD und Download mit 15 Titeln (Katalognummer: 06025 2743307).
Geschrieben wurden die Lieder vom Interpreten selbst, zusammen mit verschiedenen, wechselnden Koautoren. Für die Produktion zeichneten Kasseem Dean, Tone Mason, Timothy Mosley, Matthew Samuels, Noah Shebib, Francis Starlite und Kanye West verantwortlich.

## Hintergrund
Das im Februar 2009 veröffentlichte Mixtape So Far Gone führte seine Reihe von Mixtapes fort und brachte ihm einen unerwarteten kritischen und kommerziellen Erfolg. Er wurde für zwei Grammy Awards nominiert und produzierte die Hitsingle Best I Ever Had, welche auf seinem EP So Far Gone und seinem gleichnamigen Mixtape So Far Gone zu hören ist. Die Single erschien nach einer werbenden Konkurrenz zwischen verschiedenen Labels und seiner Unterzeichnung mit Universal Motown Records mit Unterstützung der erfolgreichen Rapper Kanye West, Jay-Z und Lil Wayne. Nach dem Erfolg von So Far Gone gab es einen großen Hype um ihn und es folgten viele Gastauftritte bei Liedern von anderen Rappern.
In einem Interview für die Zeitschrift Complex sagte Drake, dass Thank Me Later „a solid hip hop album“ sein wird, welches sich musikalisch von So Far Gone unterscheidet, und dass es mit Kanye Wests Album 808s & Heartbreak verglichen wurde. Er äußerte den Wunsch, mit André 3000, Kid Cudi und Sade für das Album zu arbeiten. In einem Interview für MTV sagte er, dass André 3000 und Nas Einflüsse für ein paar Teile von Thank Me Later waren: „Nas was somebody that I used to listen to his raps and never understood how he did it. I always wanted to understand how he painted those pictures and his bar structure. I went back and really studied Nas and André 3000 and then came back with this album“. Beim Vergleich von Thank Me Later mit seiner bisherigen Arbeit sagte Drake: „It’s gonna be bigger, it’s gonna sound happier. More victorious, ’cause that’s where I’m at in my life“. Er erzählte Entertainment Weekly: „I didn’t make this album for commercial purposes. A lot of the verses are extremely long. I just made it to share with people. I hope they can enjoy“.

## Aufnahme
Drake setzte seine Arbeit am Album im Oktober 2009, nach einer Bühnenverletzung bei einem Konzert fort. Die Aufnahmen fanden in verschiedenen Studios statt, wie in den Metalworks Studios, Cherry Beach Studios in Toronto, Nightbird Studios in West Hollywood, Gee Jam Studios in Portland, Jamaika, The Setai Hotel Recording Studio, The Hit Factory in Miami, Blast Off Studios, Rock the Mic in New York, Glenwood Studios in Los Angeles, Triangle Sounds Studios in Atlanta, Takeover Studios in Houston und in dem Avex Recording Studio in Honolulu. Das Lied Up All Night wurde in einem Bus „irgendwo in Lexington“ aufgenommen, und das Lied Unforgettable in einem Bus „irgendwo in New Orleans“. Das Album wurde in den Tree Sound Studios, Blast Off Studios, Gee Jam Studios, Cherry Beach Studios, The Setai Hotel Recording Studio, Metalworks Studios, Stadium Red in New York und in dem Studio 306 in Toronto abgemischt. Lil Wayne, Cortez Bryant, Gee Robinson, Ronald „Slim“ Williams und Bryan „Birdman“ Williams dienten als Ausführende Produzenten für das Album.
Die Produzenten Noah Shebib und Matthew Samuels (Boi-1da) behandelten den größten Teil der Programmierung der Spuren und Instrumentierung. Neben Drakes Produzententeam in Toronto arbeitete er auch mit dem deutschen Produzenten Crada zusammen, welcher auch schon an Kid Cudis Debütalbum Man on the Moon: The End of Day gearbeitet hat. Drake erzählte Entertainment Weekly, dass er auch mit der Indie-Pop-Band Francis and the Lights zusammengearbeitet hatte. Kevin Rudolf arbeitete auch mit an dem Album, indem er bei den Liedern Show Me A Good Time und Find Your Love Keyboard spielte. Die R&B-Sängerin Mary J. Blige arbeitete ebenfalls mit an dem Album, indem sie einen zusätzlichen Gesang in dem Lied Fancy beitrug. Im März 2010 bestätigte Drake, dass er zusammen mit Eminem und Dr. Dre einen Song aufgenommen hatte. Im frühen November 2009 gab Lil Wayne bekannt, dass Drake sein Album vollendet hätte, obwohl Drake sagte, dass er noch an dem Album arbeitete. Am 26. April 2010 gab Drake dann vor einer Menschenmenge bekannt, dass er seine Aufnahmen beendet und die Endkopie von dem Album gedreht hatte.

## Titelliste
| Nr. | Titel                                 | Autoren | Produktion                   | Länge |
| --- | ------------------------------------- | --- | ---------------------------- | ----- |
| 1   | Fireworks (featuring Alicia Keys)     | Aubrey Graham, Noah Shebib, Matthew Samuels, Christian Kalla, Alicia Cook                                  | Noah „40“ Shebib, Crada      | 5:14  |
| 2   | Karaoke                               | Graham, Francis Starlite, Shebib                                                                           | Francis and the Lights       | 3:48  |
| 3   | The Resistance                        | Graham, Shebib, Samuels, Oliver El-Khatib                                                                  | Noah „40“ Shebib             | 3:45  |
| 4   | Over                                  | Graham, Samuels, Nick Brongers, Shebib                                                                     | Boi-1da                      | 3:54  |
| 5   | Show Me a Good Time                   | Graham, Kanye West, Jeff Bhasker, Ernest Wilson                                                            | Kanye West                   | 3:30  |
| 6   | Up All Night (featuring Nicki Minaj)  | Graham, Samuels, Matthew Burnett, Onika Maraj                                                              | Boi-1da                      | 3:54  |
| 7   | Fancy (featuring Swizz Beatz & T.I.)  | Graham, Shebib, Clifford Harris, Samuels, Kasseem Dean, Aubry Johnson, Henry Zant                          | Swizz Beatz                  | 5:19  |
| 8   | Shut It Down (featuring The-Dream)    | Graham, Shebib, Sidney Brown, Terius Nash                                                                  | Noah „40“ Shebib, Omen       | 6:54  |
| 9   | Unforgettable (featuring Young Jeezy) | Graham, Shebib, Samuels, Jay Jenkins, Ronald Isley, Ernie Isley, Marvin Isley, O’Kelly Isley, Chris Jasper | Noah „40“ Shebib, Boi-1da    | 3:34  |
| 10  | Light Up (featuring Jay-Z)            | Graham, Shebib, Anthony McIntyre, Shawn Carter                                                             | Noah „40“ Shebib, Tone Mason | 4:34  |
| 11  | Miss Me (featuring Lil Wayne)         | Graham, Samuels, Shebib, Dwayne Carter, Doug Edwards, Dave Richardson                                      | Boi-1da, Noah „40“ Shebib    | 5:06  |
| 12  | Cece’s Interlude                      | Graham, Shebib, Adrian Eccleston                                                                           | Noah „40“ Shebib             | 2:34  |
| 13  | Find Your Love                        | Graham, West, Bhasker, Wilson, Patrick Reynolds                                                            | Kanye West                   | 3:29  |
| 14  | Thank Me Now                          | Graham, Timothy Mosley                                                                                     | Timbaland                    | 5:29  |
| 15  | Best I Ever Had (Bonustrack)          | Graham, Danny Hamilton, Matthew Samuels, Dwayne Carter, Nakia Coleman                                      | Boi-1da                      | 4:19  |

## Singleauskopplungen
Over wird als erste Single des Albums am 8. März 2010 als Download veröffentlicht. Das Lied erhielt von Kritikern allgemein positive Rezensionen, in denen sie vor allem den Liedtext lobten. Es war ein erfolgreicher Song in den USA und in Kanada, wo das Lied in den Charts unter die Top 20 kam und Platz 1 und 2 in den Rap- und Hip-Hop/R&B-Charts erreichte. Ebenfalls war Over erfolgreich in den UK Single Charts, UK R&B Charts und in den Deutschen Black Charts. Find Your Love wurde als die zweite Single des Albums am 5. Mai 2010 veröffentlicht und wurde von Kanye West produziert. Find Your Love wurde mit einer Platzierung in den Top 5 der Billboard Hot 100 und in den Top 10 der kanadischen Charts Drakes erfolgreichster Song in den Charts seit Best I Ever Had. Das Musikvideo zu dem Lied wurde in Jamaika gedreht. Die dritte Single von Thank Me Later heißt Miss Me und featured den aus New Orleans stammenden Rapper Lil Wayne. Sie wurde am 1. Juni 2010 veröffentlicht und erreichte Platz 15 in den Billboard Hot 100. Die vierte und letzte Single heißt Fancy und featured die beiden Rapper Swizz Beatz und T.I. Fancy wurde am 3. August veröffentlicht und erreichte Platz 25 in den Billboard Hot 100.
Singles in den Charts

| Jahr | Titel          | Höchstplatzierung, Gesamtwochen, AuszeichnungChartplatzierungen (Jahr, Titel, , Platzierungen, Wochen, Auszeichnungen, Anmerkungen) | Höchstplatzierung, Gesamtwochen, AuszeichnungChartplatzierungen (Jahr, Titel, , Platzierungen, Wochen, Auszeichnungen, Anmerkungen) | Höchstplatzierung, Gesamtwochen, AuszeichnungChartplatzierungen (Jahr, Titel, , Platzierungen, Wochen, Auszeichnungen, Anmerkungen) | Höchstplatzierung, Gesamtwochen, AuszeichnungChartplatzierungen (Jahr, Titel, , Platzierungen, Wochen, Auszeichnungen, Anmerkungen) | Höchstplatzierung, Gesamtwochen, AuszeichnungChartplatzierungen (Jahr, Titel, , Platzierungen, Wochen, Auszeichnungen, Anmerkungen) | Höchstplatzierung, Gesamtwochen, AuszeichnungChartplatzierungen (Jahr, Titel, , Platzierungen, Wochen, Auszeichnungen, Anmerkungen) | Anmerkungen                                                   |
| Jahr | Titel          | DE | AT | CH | UK | US | CA | Anmerkungen                                                   |
| ---- | -------------- | --- | --- | --- | --- | --- | --- | ------------------------------------------------------------- |
| 2010 | Over           | — | — | — | UK50 Silber · (6 Wo.)UK | US14 ×3Dreifachplatin · (20 Wo.)US                                                                                                  | CA14 (19 Wo.)CA | Erstveröffentlichung: 8. März 2010                            |
| 2010 | Find Your Love | DE65 (1 Wo.)DE | AT68 (2 Wo.)AT | — | UK24 Gold · (14 Wo.)UK | US5 ×3Dreifachplatin · (21 Wo.)US                                                                                                   | CA7 (20 Wo.)CA | Erstveröffentlichung: 5. Mai 2010                             |
| 2010 | Miss Me        | — | — | — | — | US15 Platin · (20 Wo.)US | CA60 (2 Wo.)CA | Erstveröffentlichung: 1. Juni 2010 feat. Lil Wayne            |
| 2010 | Fancy          | — | — | — | — | US25 Platin · (20 Wo.)US | CA60 (2 Wo.)CA | Erstveröffentlichung: 3. August 2010 feat. T.I. & Swizz Beatz |

## Kommerzieller Erfolg

### Chartplatzierungen
Thank Me Later avancierte zum ersten Nummer-eins-Album Drakes in Kanada und den US-amerikanischen Billboard 200. In den Vereinigten Staaten ist es zugleich sein viertes Chart- und Top-10-Album. Darüber hinaus belegte das Album auch die Chartspitze der Billboard Rap-Album- und R&B/Hip-Hop-Albumcharts.
| ChartsChartplatzierungen       | Höchstplatzierung | Wochen |
| ------------------------------ | ----------------- | ------ |
| Deutschland (GfK)              | 34 (2 Wo.)        | 2      |
| Kanada (MC)                    | 1 (12 Wo.)        | 12     |
| Schweiz (IFPI)                 | 69 (1 Wo.)        | 1      |
| Vereinigte Staaten (Billboard) | 1 (120 Wo.)       | 120    |
| Vereinigtes Königreich (OCC)   | 15 (14 Wo.)       | 14     |

| ChartsJahrescharts (2010)      | Platzierung |
| ------------------------------ | ----------- |
| Vereinigte Staaten (Billboard) | 16          |

| ChartsJahrescharts (2011)      | Platzierung |
| ------------------------------ | ----------- |
| Vereinigte Staaten (Billboard) | 91          |

### Auszeichnungen für Musikverkäufe
Das Album verkaufte sich laut Schallplattenauszeichnungen über 3,4 Millionen Mal. Es verkaufte sich alleine in der ersten Verkaufswoche über 447.000 Mal in den Vereinigten Staaten sowie über 31.000 Mal in Drakes Heimat Kanada. In der zweiten Woche verkaufte es sich dort noch 157.000 sowie in der dritten Woche über 105.000 Mal. Am 20. Juli 2010 wurde das Album mit einer Million verkauften Platten von der Recording Industry Association of America mit Platin ausgezeichnet. Bis Februar 2012 verkaufte sich das Album über 1,5 Millionen Mal in den Vereinigten Staaten.
| Land/Region                  | Auszeichnungen für Musikverkäufe (Land/Region, Auszeichnung, Verkäufe) | Verkäufe  |
| ---------------------------- | ---------------------------------------------------------------------- | --------- |
| Dänemark (IFPI)              | Gold                                                                   | 10.000    |
| Kanada (MC)                  | 2× Platin                                                              | 160.000   |
| Neuseeland (RMNZ)            | Gold                                                                   | 7.500     |
| Vereinigte Staaten (RIAA)    | 4× Platin                                                              | 4.000.000 |
| Vereinigtes Königreich (BPI) | Platin                                                                 | 300.000   |
| Insgesamt                    | 2× Gold · 7× Platin ·                                                  | 4.477.500 |

Hauptartikel: Drake (Rapper)/Auszeichnungen für Musikverkäufe